# 中国内河港口列表
依照2007年《全国内河航道与港口布局规划》，中国内河主要港口有28个：
- 长江水系：泸州港、重庆港、宜昌港、荆州港、武汉港、黄石港、长沙港、岳阳港、南昌港、九江港、芜湖三山港、芜湖港、安庆港、马鞍山港、合肥港、湖州港、嘉兴内河港；

- 珠江水系：南宁港、贵港港、梧州港、肇庆港、佛山港、江門港

- 京杭运河与淮河水系：济宁港、徐州港、无锡港、杭州港、蚌埠港

- 黑龙江水系：哈尔滨港、佳木斯港

## 内河地区重要港口
- 山东省：枣庄港、菏泽港、泰安港
- 四川省：宜宾港、乐山港、广元港、南充港、达州港、广安港、遂宁港、自贡港、绵阳港
- 江苏省：淮安港、常州港、扬州内河港
- 福建省：马尾港
- 广西区：柳州港、百色港、崇左港、来宾港
- 广东省：广州内河港
- 海南省：海口内河港、文昌内河港、琼海内河港、三亚内河港
- 安徽省：芜湖三山港